# Нікітино (Щучанський район)
Нікі́тино (рос. Никитино) — присілок у складі Щучанського району Курганської області, Росія. Входить до складу Пуктиської сільської ради.
Населення — 53 особи (2010, 112 у 2002).
Національний склад станом на 2002 рік: росіяни — 97 %.